# Lalleyriat
Lalleyriat est une ancienne commune française, située dans le département de l'Ain en région Auvergne-Rhône-Alpes.
Elle a fusionné le 1er janvier 2016 avec la commune du Poizat pour donner la commune du Poizat-Lalleyriat.

## Géographie
Commune du Haut-Bugey, en bordure sud de la cluse Nantua-Bellegarde-sur-Valserine et au nord du plateau de Retord.

## Histoire
La paroisse est mentionnée dès le XIIe siècle.
Le Poizat, alors hameau de la commune, en fut détaché le 6 décembre 1827. Toutefois, les deux communes ne referont plus qu'une le 1er janvier 2016 à la suite de la création de la commune nouvelle du Poizat-Lalleyriat par arrêté préfectoral du 15 septembre 2015.

## Politique et administration
| Période                                  | Période | Identité          | Étiquette | Qualité |
| ---------------------------------------- | ------- | ----------------- | --------- | ------- |
| avant 1988                               | ?       | Raymond Vion-Dury |           |         |
| juin 1995                                | 2016    | Denis Goiffon     |           |         |
| Les données manquantes sont à compléter. |         |                   |           |         |

| Période | Période  | Identité      | Étiquette | Qualité |
| ------- | -------- | ------------- | --------- | ------- |
| 2019    | En cours | Denis Goiffon |           |         |

## Démographie
L'évolution du nombre d'habitants est connue à travers les recensements de la population effectués dans la commune depuis 1793. Pour les communes de moins de 10 000 habitants, une enquête de recensement portant sur toute la population est réalisée tous les cinq ans, les populations de référence des années intermédiaires étant quant à elles estimées par interpolation ou extrapolation. Pour la commune, le premier recensement exhaustif entrant dans le cadre du nouveau dispositif a été réalisé en 2006.
En 2018, la commune comptait 272 habitants, en évolution de +6,67 % par rapport à 2012 (Ain : +5,15 %, France hors Mayotte : +2,11 %).
| 1793  | 1800  | 1806  | 1821  | 1831 | 1836 | 1841 | 1846 | 1851 |
| ----- | ----- | ----- | ----- | ---- | ---- | ---- | ---- | ---- |
| 1 243 | 1 232 | 1 434 | 1 238 | 588  | 605  | 583  | 617  | 628  |

| 1856 | 1861 | 1866 | 1872 | 1876 | 1881 | 1886 | 1891 | 1896 |
| ---- | ---- | ---- | ---- | ---- | ---- | ---- | ---- | ---- |
| 556  | 519  | 445  | 450  | 437  | 422  | 420  | 372  | 346  |

| 1901 | 1906 | 1911 | 1921 | 1926 | 1931 | 1936 | 1946 | 1954 |
| ---- | ---- | ---- | ---- | ---- | ---- | ---- | ---- | ---- |
| 304  | 274  | 252  | 236  | 218  | 199  | 207  | 211  | 207  |

| 1962 | 1968 | 1975 | 1982 | 1990 | 1999 | 2006 | 2011 | 2016 |
| ---- | ---- | ---- | ---- | ---- | ---- | ---- | ---- | ---- |
| 204  | 185  | 152  | 142  | 191  | 195  | 223  | 248  | 245  |

| 2018 | - | - | - | - | - | - | - | - |
| ---- | - | - | - | - | - | - | - | - |
| 272  | - | - | - | - | - | - | - | - |

## Culture locale et patrimoine

### Lieux et monuments
- Église datée de 1840.
- Gare de Charix - Lalleyriat.